# George Wilmot Bonner
George Wilmot Bonner (auch: George Bonner oder George William Bonnar; * 24. Mai 1796 in Devizes; † 3. Juni 1836 in London) war ein englischer Holzschneider, Illustrator und Druckvorlagen-Künstler.

## Leben

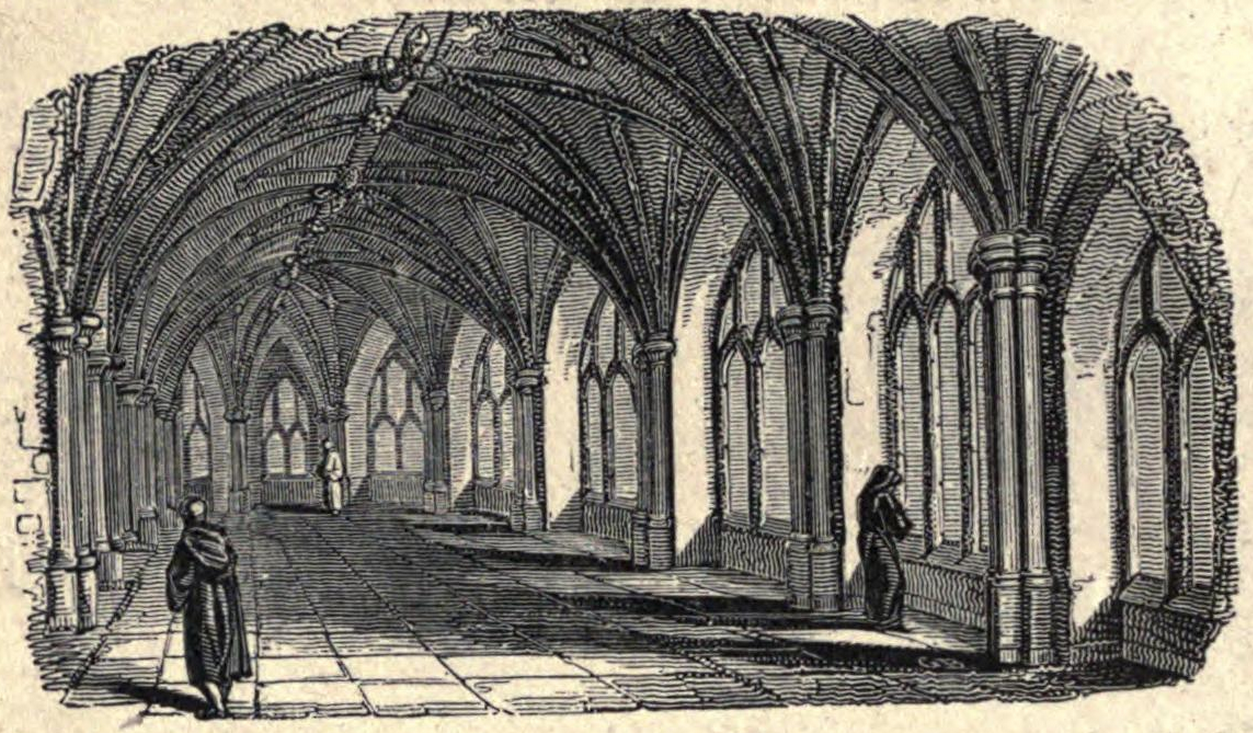
Innenansicht der ehemaligen Kapelle St. Thomas auf der Brücke in der City of London;
von W. Hughes mit G. W. Bonner, um 1827

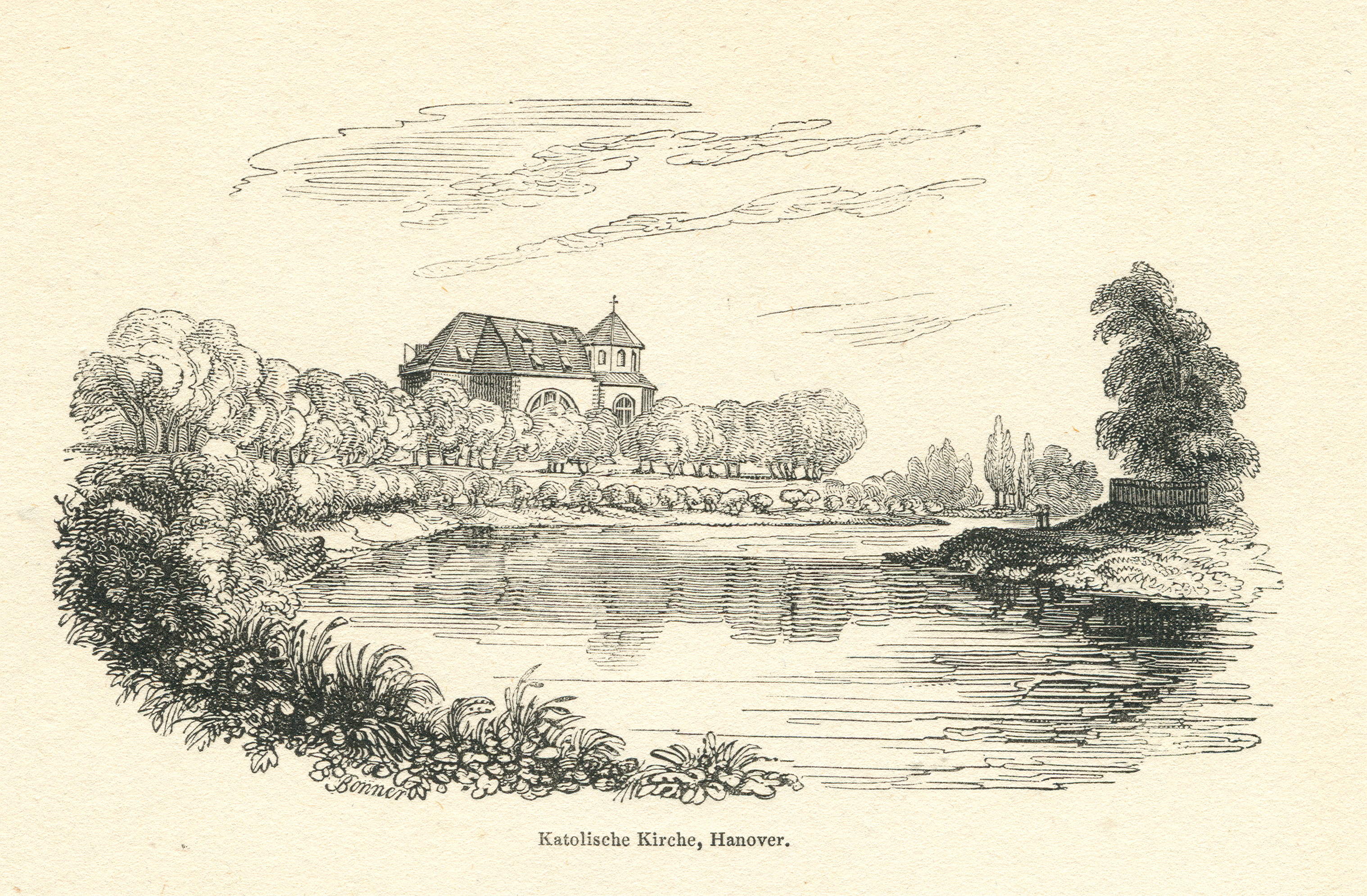
Der Vorgänger-Bau der heutigen Basilika St. Clemens in Hannover am Wallgraben der ehemaligen Stadtbefestigung Hannovers;
Holzstich von Bonner, circa 1830er Jahre

Erzogen in der englischen Stadt Bath, durchlief George William Bonner seine Ausbildung als Holzschneider in London bei Allen Robert Branston und James Henry Vizetelly. Neben seiner Entwicklung als Zeichner und Graveur gelang ihm insbesondere die Wiederbelebung der Kunst fein abgestufter Tönungen für seine Drucke durch Benutzung verschiedener Druckplatten.
Zu Bonners Schülern zählten William James Linton (1812–1897), William Henry Powis und Henry Vizetelly.

## Werke (Auswahl)
- Gemeinsam mit John Byfield Gravuren für The Dance of Death, hrsg. von Francis Douce, 1833[2]
- Illustrationen zu Hans Holbein dem Jüngeren Imagines Mortis (nach der Ausgabe aus Lyon von 1547)[2]
- Einige Holzschnitte Bonners erschienen in der The British Cyclopædia of Arts and Sciences, Literature, History, Geography, Law and Politics, Natural History and Biography.[2]